# Gale Agbossoumonde
Gale Agbossoumonde (Lomé, 17 de novembro de 1991) é um futebolista togolês-estadunidense, que atua como zagueiro. Atualmente está desempregado.

## Carreira
Aos 8 anos de idade, Agbossoumonde (cujos familiares deixaram o Togo e foram para o Benim quando ele ainda era criança) mudou-se para os Estados Unidos, mais precisamente para Syracuse, no estado de Nova Iorque, onde foi ajudado por uma instituição de caridade.
Em 2009, assinou com o Miami FC (atual Fort Lauderdale Strikers), jogando 6 partidas pela USL antes de ser emprestado ao Braga por 6 meses, com opção de compra Braga declined the purchase option when the loan spell ended.. O clube português não exerceu o direito e o zagueiro não disputou nenhuma partida. Ele ainda jogaria por Djurgårdens (8 partidas) e Eintracht Frankfurt II (um jogo) antes de voltar aos Estados Unidos em 2012, desta vez para atuar no Carolina RailHawks, também por empréstimo. Ele disputou 18 partidas e fez um gol.
Na temporada 2013, Agbossoumonde estreou na Major League Soccer ao defender o Toronto FC, que o contratara em dezembro do ano anterior. Seu primeiro jogo pela equipe do Canadá foi contra o FC Dallas, em abril, depois que Danny Califf se lesionou (posteriormente, encerraria a carreira). Em 2014, foi para o Colorado Rapids, numa troca envolvendo Marvin Chávez e Luke Moore. Sem jogar nenhuma vez, o zagueiro deixou os Rapids no mesmo ano.
Entre 2015 e 2017, teve passagens por Tampa Bay Rowdies, Fort Lauderdale Strikers e Pittsburgh Riverhounds, não entrando em campo desde que saiu deste último após 11 partidas.

## Seleção
Convocado 30 vezes para a Seleção Sub-20 dos Estados Unidos, Agbossoumonde participou de apenas um jogo pela seleção principal, enfrentando a África do Sul pelo Nelson Mandela Challenge Cup, no mesmo dia em que completava 19 anos.